# Британско-йеменские отношения
Британско-йеменские отношения — двусторонние отношения между Великобританией и Йеменом. Великобритания признала независимость Йемена в 1934 году.

## История
С 1839 года по 1967 год Аден был колонией Великобритании, где с 1928 года располагалась британская военная база. В 1934 году Великобритания заключила с Йеменом соглашение о признании суверенитета Йемена. 17 февраля 1963 года власти Йемена закрыли британскую дипломатическую миссию. 28 марта 1964 года британская авиация нанесла удар по Харибу. В 2011 году Великобритания выступала за передачу власти в Йемене от А. Салеха к А. Хади. Великобритания поддержала военную интервенцию в Йемен. В 2024 году британские вооружённые силы нанесли удары по территории Йемена.

## Экономические отношения
Великобритания оказывала Йемену официальную помощь развитию. В 2022/2023 финансовом году 99 % официальной помощи развития Великобритании Йемену пошло на гуманитарную помощь.

## Гуманитарное сотрудничество
В 2022 году 2,7 % гуманитарной помощи, полученной Йеменом, поступило из Великобритании.